# Frenkie de Jong
Frenkie de Jong (Gorinchem, 12 maggio 1997) è un calciatore olandese, centrocampista del Barcellona, di cui è vice-capitano, e della nazionale olandese.
Cresciuto nel settore giovanile del Willem II (2004-2015), nel 2016 passa all'Ajax con cui vince un campionato olandese (2018-2019) e una Coppa d'Olanda (2018-2019) arrivando nella semifinale di Champions League nel 2019. Tre anni dopo approda al Barcellona, dove conquista due Coppe di Spagna (2020-2021, 2024-2025), due Supercoppe spagnole (2023, 2025) e due campionati spagnoli (2022-2023, 2024-2025).
Nel giro della nazionale maggiore dal 2018, ha partecipato a tre UEFA Nations League (2018-2019, 2020-2021, 2022-2023), arrivando secondo nell'edizione 2018-2019, un campionato europeo (2020) e un mondiale (2022).
A livello individuale, è stato premiato una volta come miglior giovane della UEFA Nations League (2018-2019), miglior talento della Eredivisie (2018-2019) e miglior centrocampista UEFA (2018-2019), oltre ad essere stato inserito nella formazione dell'anno FIFA (2019).

## Caratteristiche tecniche
Nato come centrocampista, con il passare degli anni ha abbassato il suo raggio d'azione davanti alla difesa grazie alla sua notevole visione di gioco; nel suo repertorio rientrano il dribbling, l'ottimo passaggio e la capacità di muoversi senza palla.

## Carriera

### Club

#### Esordi ed Ajax

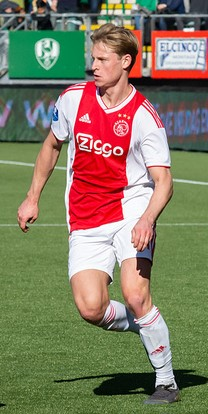
De Jong in azione per l'Ajax nel 2019

Ha giocato nelle giovanili del Willem II, che nell'estate del 2015 l'ha ceduto all'Ajax alla simbolica cifra di 1 euro più il 10% su una futura cessione; gioca comunque in prestito con il Willem II fino al dicembre del 2015, esordendo anche in prima squadra (una presenza in Coppa d'Olanda e 2 presenze in Eredivisie), quando viene richiamato dall'Ajax, con cui nella seconda parte della stagione 2015-2016 viene aggregato allo Jong Ajax (la squadra riserve dei lancieri), dove realizza 2 reti in 15 presenze nel campionato di Eerste Divisie, la seconda divisione olandese.
Nella stagione 2016-2017, oltre a giocare stabilmente da titolare con la squadra riserve dell'Ajax (31 presenze e 6 reti in Eerste Divisie), viene anche più volte convocato in prima squadra, con la quale totalizza 4 presenze in Eredivisie (nelle quali segna anche un gol, il suo primo in carriera nella prima divisione olandese), una presenza in Coppa d'Olanda e 3 presenze in Europa League. Affermatosi definitivamente in prima squadra, è uno dei protagonisti della stagione 2018-2019 dell'Ajax, che arriva fino alle semifinali di Champions League e vince Coppa d'Olanda e campionato. A fine stagione viene premiato come giocatore dell'anno dell'Eredivisie.

#### Barcellona
Il 23 luglio 2019 è ufficializzato il suo passaggio al Barcellona per 75 milioni di euro più 11 milioni di bonus (7,5 milioni andranno al Willem II come da accordi); debutta da titolare con il club spagnolo il 16 agosto nella sconfitta contro l'Athletic Bilbao. Il 29 agosto viene premiato come miglior centrocampista della UEFA Champions League 2018-2019. Il 14 settembre segna il primo gol per la squadra catalana, contribuendo alla vittoria per 5-2 sul Valencia.
Nella sua seconda stagione in Spagna, il suo rendimento migliora: segna 7 goal e fornisce 7 assist in tutte le competizioni. Nella finale di Copa del Rey contro l'Athletic Club vinta 4-0 serve l'assist per il primo e il terzo goal, segnando il secondo con un colpo di testa, vincendo così il suo primo trofeo con la maglia del Barcellona.
Il 14 maggio 2023 si laurea per la prima volta campione di Spagna, in seguito alla vittoria per 4-2 nel derby contro l'Espanyol. Nella stessa stagione, inoltre, conquista anche la Supercoppa di Spagna. Un infortunio alla caviglia lo tiene lontano dai campi per oltre cinque mesi da aprile a ottobre 2024.

### Nazionale
Dopo aver rappresentato tutte le selezioni giovanili (dall'Under-15 all'Under-21), il 6 settembre 2018 ha debuttato in nazionale maggiore in occasione di un'amichevole vinta per 2-1 contro il Perù, rilevando a inizio ripresa Georginio Wijnaldum e servendo a Memphis Depay l'assist per il provvisorio 1-1.
Nel giugno 2019 giunge con i Paesi Bassi in finale nella neonata UEFA Nations League, dove gli olandesi vengono battuti per 1-0 dal Portogallo; sul piano personale, relativamente alla final four della competizione, viene inserito nella squadra del torneo e premiato come miglior giovane della rassegna. Prende parte anche alla UEFA Nations League 2020-2021. Nel 2021 viene convocato all'campionato d'Europa 2020, manifestazione in cui scende in campo nelle quattro partite giocate dalla nazionale olandese. Partecipa anche al campionato del mondo 2022, in cui segna il suo primo gol in un mondiale nella vittoria per 2-0 contro i padroni di casa del Qatar, e alla UEFA Nations League 2022-2023, di cui gioca anche la final four nei Paesi Bassi, dove gli oranje si piazzano terzi. Convocato per il campionato d'Europa 2024, a quattro giorni dall'inizio del torneo è costretto a rinunciare alla chiamata a causa di un infortunio alla caviglia e viene sostituito da Ian Maatsen.

## Statistiche

### Presenze e reti nei club
Statistiche aggiornate al 16 gennaio 2024.
| Stagione          | Squadra           | Campionato        | Campionato | Campionato | Coppe nazionali | Coppe nazionali | Coppe nazionali | Coppe continentali | Coppe continentali | Coppe continentali | Altre coppe | Altre coppe | Altre coppe | Totale | Totale |
| Stagione          | Squadra           | Comp              | Pres       | Reti       | Comp            | Pres            | Reti            | Comp               | Pres               | Reti               | Comp        | Pres        | Reti        | Pres   | Reti   |
| ----------------- | ----------------- | ----------------- | ---------- | ---------- | --------------- | --------------- | --------------- | ------------------ | ------------------ | ------------------ | ----------- | ----------- | ----------- | ------ | ------ |
| 2014-2015         | Willem II         | ED                | 1          | 0          | CO              | 0               | 0               | -                  | -                  | -                  | -           | -           | -           | 1      | 0      |
| 2015-gen. 2016    | Willem II         | ED                | 1          | 0          | CO              | 1               | 0               | -                  | -                  | -                  | -           | -           | -           | 2      | 0      |
| Totale Willem II  | Totale Willem II  | Totale Willem II  | 2          | 0          |                 | 1               | 0               |                    | -                  | -                  |             | -           | -           | 3      | 0      |
| gen.-giu. 2016    | Jong Ajax         | EE                | 15         | 2          | -               | -               | -               | -                  | -                  | -                  | -           | -           | -           | 15     | 2      |
| 2016-2017         | Jong Ajax         | EE                | 31         | 6          | -               | -               | -               | -                  | -                  | -                  | -           | -           | -           | 31     | 6      |
| Totale Jong Ajax  | Totale Jong Ajax  | Totale Jong Ajax  | 46         | 8          |                 | -               | -               |                    | -                  | -                  |             | -           | -           | 46     | 8      |
| 2016-2017         | Ajax              | ED                | 4          | 1          | CO              | 3               | 0               | UEL                | 4                  | 0                  | -           | -           | -           | 11     | 1      |
| 2017-2018         | Ajax              | ED                | 22         | 0          | CO              | 2               | 1               | UCL+UEL            | 2+0                | 0                  | -           | -           | -           | 26     | 1      |
| 2018-2019         | Ajax              | ED                | 31         | 3          | CO              | 4               | 0               | UCL                | 17                 | 0                  | -           | -           | -           | 52     | 3      |
| Totale Ajax       | Totale Ajax       | Totale Ajax       | 57         | 4          |                 | 9               | 1               |                    | 23                 | 0                  |             | -           | -           | 89     | 5      |
| 2019-2020         | Barcellona        | PD                | 29         | 2          | CR              | 3               | 0               | UCL                | 9                  | 0                  | SS          | 1           | 0           | 42     | 2      |
| 2020-2021         | Barcellona        | PD                | 37         | 3          | CR              | 5               | 3               | UCL                | 7                  | 0                  | SS          | 2           | 1           | 51     | 7      |
| 2021-2022         | Barcellona        | PD                | 32         | 3          | CR              | 2               | 0               | UCL+UEL            | 6+6                | 0+1                | SS          | 1           | 0           | 47     | 4      |
| 2022-2023         | Barcellona        | PD                | 33         | 2          | CR              | 2               | 0               | UCL+UEL            | 4+2                | 0                  | SS          | 2           | 0           | 43     | 2      |
| 2023-2024         | Barcellona        | PD                | 20         | 2          | CR              | 3               | 0               | UCL                | 5                  | 0                  | SS          | 2           | 0           | 30     | 2      |
| 2024-2025         | Barcellona        | PD                | 26         | 2          | CR              | 6               | 0               | UCL                | 13                 | 0                  | SS          | 2           | 0           | 47     | 2      |
| 2025-2026         | Barcellona        | PD                | 1          | 0          | CR              | 0               | 0               | UCL                | 0                  | 0                  | SS          | 0           | 0           | 1      | 0      |
| Totale Barcellona | Totale Barcellona | Totale Barcellona | 178        | 14         |                 | 21              | 3               |                    | 52                 | 1                  |             | 9           | 1           | 260    | 18     |
| Totale carriera   | Totale carriera   | Totale carriera   | 283        | 26         |                 | 31              | 4               |                    | 75                 | 1                  |             | 9           | 1           | 398    | 32     |

### Cronologia presenze e reti in nazionale
| Cronologia completa delle presenze e delle reti in nazionale ― Paesi Bassi | Cronologia completa delle presenze e delle reti in nazionale ― Paesi Bassi | Cronologia completa delle presenze e delle reti in nazionale ― Paesi Bassi | Cronologia completa delle presenze e delle reti in nazionale ― Paesi Bassi | Cronologia completa delle presenze e delle reti in nazionale ― Paesi Bassi | Cronologia completa delle presenze e delle reti in nazionale ― Paesi Bassi | Cronologia completa delle presenze e delle reti in nazionale ― Paesi Bassi | Cronologia completa delle presenze e delle reti in nazionale ― Paesi Bassi |
| Data                                                                       | Città                                                                      | In casa                                                                    | Risultato                                                                  | Ospiti                                                                     | Competizione                                                               | Reti                                                                       | Note                                                                       |
| -------------------------------------------------------------------------- | -------------------------------------------------------------------------- | -------------------------------------------------------------------------- | -------------------------------------------------------------------------- | -------------------------------------------------------------------------- | -------------------------------------------------------------------------- | -------------------------------------------------------------------------- | -------------------------------------------------------------------------- |
| 6-9-2018                                                                   | Amsterdam                                                                  | Paesi Bassi                                                                | 2 – 1                                                                      | Perù                                                                       | Amichevole                                                                 | -                                                                          | 46’                                                                        |
| 9-9-2018                                                                   | Parigi                                                                     | Francia                                                                    | 2 – 1                                                                      | Paesi Bassi                                                                | UEFA Nations League 2018-2019 - 1º turno                                   | -                                                                          |                                                                            |
| 13-10-2018                                                                 | Amsterdam                                                                  | Paesi Bassi                                                                | 3 – 0                                                                      | Germania                                                                   | UEFA Nations League 2018-2019 - 1º turno                                   | -                                                                          | 77’                                                                        |
| 16-11-2018                                                                 | Rotterdam                                                                  | Paesi Bassi                                                                | 2 – 0                                                                      | Francia                                                                    | UEFA Nations League 2018-2019 - 1º turno                                   | -                                                                          |                                                                            |
| 19-11-2018                                                                 | Gelsenkirchen                                                              | Germania                                                                   | 2 – 2                                                                      | Paesi Bassi                                                                | UEFA Nations League 2018-2019 - 1º turno                                   | -                                                                          |                                                                            |
| 21-3-2019                                                                  | Rotterdam                                                                  | Paesi Bassi                                                                | 4 – 0                                                                      | Bielorussia                                                                | Qual. Euro 2020                                                            | -                                                                          |                                                                            |
| 24-3-2019                                                                  | Amsterdam                                                                  | Paesi Bassi                                                                | 2 – 3                                                                      | Germania                                                                   | Qual. Euro 2020                                                            | -                                                                          |                                                                            |
| 6-6-2019                                                                   | Guimarães                                                                  | Paesi Bassi                                                                | 3 – 1 dts                                                                  | Inghilterra                                                                | UEFA Nations League 2018-2019 - Semifinale                                 | -                                                                          | 114’                                                                       |
| 9-6-2019                                                                   | Porto                                                                      | Portogallo                                                                 | 1 – 0                                                                      | Paesi Bassi                                                                | UEFA Nations League 2018-2019 - Finale                                     | -                                                                          |                                                                            |
| 6-9-2019                                                                   | Amburgo                                                                    | Germania                                                                   | 2 – 4                                                                      | Paesi Bassi                                                                | Qual. Euro 2020                                                            | 1                                                                          | 72’                                                                        |
| 9-9-2019                                                                   | Tallinn                                                                    | Estonia                                                                    | 0 – 4                                                                      | Paesi Bassi                                                                | Qual. Euro 2020                                                            | -                                                                          | 81’                                                                        |
| 10-10-2019                                                                 | Rotterdam                                                                  | Paesi Bassi                                                                | 3 – 1                                                                      | Irlanda del Nord                                                           | Qual. Euro 2020                                                            | -                                                                          |                                                                            |
| 13-10-2019                                                                 | Minsk                                                                      | Bielorussia                                                                | 1 – 2                                                                      | Paesi Bassi                                                                | Qual. Euro 2020                                                            | -                                                                          |                                                                            |
| 16-11-2019                                                                 | Belfast                                                                    | Irlanda del Nord                                                           | 0 – 0                                                                      | Paesi Bassi                                                                | Qual. Euro 2020                                                            | -                                                                          |                                                                            |
| 19-11-2019                                                                 | Amsterdam                                                                  | Paesi Bassi                                                                | 5 – 0                                                                      | Estonia                                                                    | Qual. Euro 2020                                                            | -                                                                          | 75’                                                                        |
| 4-9-2020                                                                   | Amsterdam                                                                  | Paesi Bassi                                                                | 1 – 0                                                                      | Polonia                                                                    | UEFA Nations League 2020-2021 - 1º turno                                   | -                                                                          | 89’                                                                        |
| 7-9-2020                                                                   | Amsterdam                                                                  | Paesi Bassi                                                                | 0 – 1                                                                      | Italia                                                                     | UEFA Nations League 2020-2021 - 1º turno                                   | -                                                                          |                                                                            |
| 11-10-2020                                                                 | Zenica                                                                     | Bosnia ed Erzegovina                                                       | 0 – 0                                                                      | Paesi Bassi                                                                | UEFA Nations League 2020-2021 - 1º turno                                   | -                                                                          |                                                                            |
| 14-10-2020                                                                 | Bergamo                                                                    | Italia                                                                     | 1 – 1                                                                      | Paesi Bassi                                                                | UEFA Nations League 2020-2021 - 1º turno                                   | -                                                                          |                                                                            |
| 11-11-2020                                                                 | Amsterdam                                                                  | Paesi Bassi                                                                | 1 – 1                                                                      | Spagna                                                                     | Amichevole                                                                 | -                                                                          | 46’                                                                        |
| 15-11-2020                                                                 | Amsterdam                                                                  | Paesi Bassi                                                                | 3 – 1                                                                      | Bosnia ed Erzegovina                                                       | UEFA Nations League 2020-2021 - 1º turno                                   | -                                                                          |                                                                            |
| 18-11-2020                                                                 | Chorzów                                                                    | Polonia                                                                    | 1 – 2                                                                      | Paesi Bassi                                                                | UEFA Nations League 2020-2021 - 1º turno                                   | -                                                                          |                                                                            |
| 24-3-2021                                                                  | Istanbul                                                                   | Turchia                                                                    | 4 – 2                                                                      | Paesi Bassi                                                                | Qual. Mondiali 2022                                                        | -                                                                          |                                                                            |
| 27-3-2021                                                                  | Amsterdam                                                                  | Paesi Bassi                                                                | 2 – 0                                                                      | Lettonia                                                                   | Qual. Mondiali 2022                                                        | -                                                                          |                                                                            |
| 30-3-2021                                                                  | Gibilterra                                                                 | Gibilterra                                                                 | 0 – 7                                                                      | Paesi Bassi                                                                | Qual. Mondiali 2022                                                        | -                                                                          |                                                                            |
| 2-6-2021                                                                   | Faro                                                                       | Paesi Bassi                                                                | 2 – 2                                                                      | Scozia                                                                     | Amichevole                                                                 | -                                                                          | 31’                                                                        |
| 6-6-2021                                                                   | Enschede                                                                   | Paesi Bassi                                                                | 3 – 0                                                                      | Georgia                                                                    | Amichevole                                                                 | -                                                                          | 66’                                                                        |
| 13-6-2021                                                                  | Amsterdam                                                                  | Paesi Bassi                                                                | 3 – 2                                                                      | Ucraina                                                                    | Euro 2020 - 1º turno                                                       | -                                                                          |                                                                            |
| 17-6-2021                                                                  | Amsterdam                                                                  | Paesi Bassi                                                                | 2 – 0                                                                      | Austria                                                                    | Euro 2020 - 1º turno                                                       | -                                                                          |                                                                            |
| 21-6-2021                                                                  | Amsterdam                                                                  | Macedonia del Nord                                                         | 0 – 3                                                                      | Paesi Bassi                                                                | Euro 2020 - 1º turno                                                       | -                                                                          | 79’                                                                        |
| 27-6-2021                                                                  | Budapest                                                                   | Paesi Bassi                                                                | 0 – 2                                                                      | Rep. Ceca                                                                  | Euro 2020 - Ottavi di finale                                               | -                                                                          | 84’                                                                        |
| 1-9-2021                                                                   | Oslo                                                                       | Norvegia                                                                   | 1 – 1                                                                      | Paesi Bassi                                                                | Qual. Mondiali 2022                                                        | -                                                                          |                                                                            |
| 4-9-2021                                                                   | Eindhoven                                                                  | Paesi Bassi                                                                | 4 – 0                                                                      | Montenegro                                                                 | Qual. Mondiali 2022                                                        | -                                                                          | 83’                                                                        |
| 7-9-2021                                                                   | Amsterdam                                                                  | Paesi Bassi                                                                | 6 – 1                                                                      | Turchia                                                                    | Qual. Mondiali 2022                                                        | -                                                                          | 46’                                                                        |
| 8-10-2021                                                                  | Riga                                                                       | Lettonia                                                                   | 0 – 1                                                                      | Paesi Bassi                                                                | Qual. Mondiali 2022                                                        | -                                                                          |                                                                            |
| 11-10-2021                                                                 | Rotterdam                                                                  | Paesi Bassi                                                                | 6 – 0                                                                      | Gibilterra                                                                 | Qual. Mondiali 2022                                                        | -                                                                          | 60’                                                                        |
| 13-11-2021                                                                 | Podgorica                                                                  | Montenegro                                                                 | 2 – 2                                                                      | Paesi Bassi                                                                | Qual. Mondiali 2022                                                        | -                                                                          | 78’                                                                        |
| 16-11-2021                                                                 | Rotterdam                                                                  | Paesi Bassi                                                                | 2 – 0                                                                      | Norvegia                                                                   | Qual. Mondiali 2022                                                        | -                                                                          |                                                                            |
| 26-3-2022                                                                  | Amsterdam                                                                  | Paesi Bassi                                                                | 4 – 2                                                                      | Danimarca                                                                  | Amichevole                                                                 | -                                                                          |                                                                            |
| 29-3-2022                                                                  | Amsterdam                                                                  | Paesi Bassi                                                                | 1 – 1                                                                      | Germania                                                                   | Amichevole                                                                 | -                                                                          | 86’                                                                        |
| 3-6-2022                                                                   | Bruxelles                                                                  | Belgio                                                                     | 1 – 4                                                                      | Paesi Bassi                                                                | UEFA Nations League 2022-2023 - 1º turno                                   | -                                                                          |                                                                            |
| 8-6-2022                                                                   | Cardiff                                                                    | Galles                                                                     | 1 – 2                                                                      | Paesi Bassi                                                                | UEFA Nations League 2022-2023 - 1º turno                                   | -                                                                          | 67’                                                                        |
| 11-6-2022                                                                  | Rotterdam                                                                  | Paesi Bassi                                                                | 2 – 2                                                                      | Polonia                                                                    | UEFA Nations League 2022-2023 - 1º turno                                   | -                                                                          | 86’                                                                        |
| 14-6-2022                                                                  | Rotterdam                                                                  | Paesi Bassi                                                                | 3 – 2                                                                      | Galles                                                                     | UEFA Nations League 2022-2023 - 1º turno                                   | -                                                                          |                                                                            |
| 22-9-2022                                                                  | Varsavia                                                                   | Polonia                                                                    | 0 – 2                                                                      | Paesi Bassi                                                                | UEFA Nations League 2022-2023 - 1º turno                                   | -                                                                          | 46’                                                                        |
| 21-11-2022                                                                 | Doha                                                                       | Senegal                                                                    | 0 – 2                                                                      | Paesi Bassi                                                                | Mondiali 2022 - 1º turno                                                   | -                                                                          |                                                                            |
| 25-11-2022                                                                 | Al Rayyan                                                                  | Paesi Bassi                                                                | 1 – 1                                                                      | Ecuador                                                                    | Mondiali 2022 - 1º turno                                                   | -                                                                          |                                                                            |
| 29-11-2022                                                                 | Al Khawr                                                                   | Paesi Bassi                                                                | 2 – 0                                                                      | Qatar                                                                      | Mondiali 2022 - 1º turno                                                   | 1                                                                          | 86’                                                                        |
| 3-12-2022                                                                  | Al Rayyan                                                                  | Paesi Bassi                                                                | 3 – 1                                                                      | Stati Uniti                                                                | Mondiali 2022 - Ottavi di finale                                           | -                                                                          | 87’                                                                        |
| 9-12-2022                                                                  | Lusail                                                                     | Paesi Bassi                                                                | 2 – 2 dts (3 – 4 dtr)                                                      | Argentina                                                                  | Mondiali 2022 - Quarti di finale                                           | -                                                                          |                                                                            |
| 14-6-2023                                                                  | Rotterdam                                                                  | Paesi Bassi                                                                | 2 – 4 dts                                                                  | Croazia                                                                    | UEFA Nations League 2022-2023 - Semifinale                                 | -                                                                          | 38’                                                                        |
| 18-6-2023                                                                  | Enschede                                                                   | Paesi Bassi                                                                | 2 – 3                                                                      | Italia                                                                     | UEFA Nations League 2022-2023 - Finale 3º posto                            | -                                                                          |                                                                            |
| 7-9-2023                                                                   | Eindhoven                                                                  | Paesi Bassi                                                                | 3 – 0                                                                      | Grecia                                                                     | Qual. Euro 2024                                                            | -                                                                          | 77’                                                                        |
| 10-9-2023                                                                  | Dublino                                                                    | Irlanda                                                                    | 1 – 2                                                                      | Paesi Bassi                                                                | Qual. Euro 2024                                                            | -                                                                          |                                                                            |
| 16-11-2024                                                                 | Amsterdam                                                                  | Paesi Bassi                                                                | 4 – 0                                                                      | Ungheria                                                                   | UEFA Nations League 2024-2025 - 1º turno                                   | -                                                                          | 68’                                                                        |
| 20-3-2025                                                                  | Rotterdam                                                                  | Paesi Bassi                                                                | 2 – 2                                                                      | Spagna                                                                     | UEFA Nations League 2024-2025 - Quarti di finale                           | -                                                                          | 74’                                                                        |
| 23-3-2025                                                                  | Valencia                                                                   | Spagna                                                                     | 3 – 3 dts (5 – 4 dtr)                                                      | Paesi Bassi                                                                | UEFA Nations League 2024-2025 - Quarti di finale                           | -                                                                          | 106’                                                                       |
| 7-6-2025                                                                   | Helsinki                                                                   | Finlandia                                                                  | 0 – 2                                                                      | Paesi Bassi                                                                | Qual. Mondiali 2026                                                        | -                                                                          |                                                                            |
| 10-6-2025                                                                  | Groninga                                                                   | Paesi Bassi                                                                | 8 – 0                                                                      | Malta                                                                      | Qual. Mondiali 2026                                                        | -                                                                          |                                                                            |
| Totale                                                                     |                                                                            | Presenze                                                                   | 59                                                                         |                                                                            | Reti                                                                       | 2                                                                          |                                                                            |

## Palmarès

### Club

#### Competizioni nazionali
- Campionato olandese: 1

Ajax: 2018-2019
- Coppa dei Paesi Bassi: 1

Ajax: 2018-2019
- Coppa di Spagna: 2

Barcellona: 2020-2021, 2024-2025
- Supercoppa di Spagna: 2

Barcellona: 2023, 2025
- Campionato spagnolo: 2

Barcellona: 2022-2023, 2024-2025

### Individuale
- Squadra ideale della UEFA Nations League: 1

2018-2019
- Miglior giovane della UEFA Nations League: 1

2018-2019
- UEFA Club Football Awards: 1

Miglior centrocampista: 2018-2019
- Miglior talento dell'anno in Eredivisie: 1

2018-2019
- FIFA FIFPro World XI: 1

2019
- Squadra maschile dell'anno IFFHS: 1

2019